# 17P/Holmes
17P/Holmes este o cometă periodică din Sistemul Solar, descoperită de astronomul  amator Edwin Holmes în  1892. Ea nu are coadă vizibilă și are particularitatea că magnitudinea sa aparentă a variat enorm în timpul observațiilor succesive.

## Istoric
17P/Holmes a fost descoperită de către astronomul Edwin Holmes la 6 noiembrie 1892 în timp ce acesta conducea observații asupra Galaxiei Andromeda. Ea a fost confirmată de Edward Maunder (Observatorul Regal din Greenwich), William Henry Maw (Regatul Unit) și Kidd (Bramley, Regatul Unit).
Cometa a fost descoperită, în mod independent, de către Thomas David Anderson (Edimburg) la 8 noiembrie 1892 și de către John Ewen Davidson (Maclay, Queensland, Australia) la 9 noiembrie.
Primii parametri orbitali au fost calculați, în mod independent, de Heinrich Kreutz și de George Mary Searle. Alte observații au permis calcularea unei date a periheliului la 13 iunie, precum și o perioadă de 6,9 ani. Acești parametri orbitali au permis să se dovedească faptul că această cometă nu era 3D/Biela.
Trecerile din 1899 și 1906 au putut fi observate, dar cometa a fost pierdută după 1906 și nu a mai fost redescoperită decât la 16 iulie 1964 de către Elizabeth Roemer (USNO, Flagstaff, Statele Unite) cu ajutorul predicțiilor făcute de Brian Marsden. De atunci, cometa a fost observată la fiecare trecere.